# Platense FC
Platense Fútbol Club – honduraski klub piłkarski z siedzibą w mieście Puerto Cortés, w departamencie Cortés. Obecnie występuje na pierwszym szczeblu rozgrywek – Liga Nacional de Honduras. Domowe mecze rozgrywa na obiekcie Estadio Excélsior.

## Osiągnięcia

### Krajowe
- Liga Nacional de Honduras

mistrzostwo (2): 1966, 2001 (C)
wicemistrzostwo (3): 1997, 2000 (A), 2002 (A)
- Copa de Honduras

zwycięstwo (2): 1996, 1997
finał (1): 2015
- Supercopa de Honduras

zwycięstwo (0):
drugie miejsce (2): 1997, 1998

## Historia
Klub Platense założony został 4 lipca 1960 roku. W pierwszym zebraniu zarządu klubu wzięły udział następujące osoby: René Paíz, Roger Riera, Roberto Mejía, Roosevelt Garbut, Manuel Flores, Héctor Sánchez, Rolando Méndez, Samuel Williams, Rodolfo Williams, Ricardo Fúnez, Julio Linares, Oscar Pineda, Raúl Betancourt, Francisco Maldonado, Humberto Dole, Rolando Zavala oraz Reginaldo Guevara.
Na pierwszym spotkaniu rozważano, jaką nazwą ochrzcić nowy klub. Wśród propozycji wymieniano następujące nazwy: Leyland, Banfield, Magallanes oraz Platense. Ponieważ argentyński klub Platense cieszył się wśród zgromadzonych największą popularnością, więc na jego wzór nowy klub otrzymał nazwę Platense.
W swoich początkach drużyna wspierana była przez firmę Tela Railroad Company, która zatrudniala większość piłkarzy klubu. Piłkarze klubu byli specjalnie traktowani, gdyż jako gwiazdy drużyny obok pensji wypłacanej przez zatrudniającą ich firmę otrzymywali także część wpływów ze sprzedaży biletów. Dla graczy miało to wpływ bardzo motywujący, gdyż od frekwencji zależały ich zarobki.
Po założeniu honduraskiej zawodowej ligi piłkarskiej (Liga Nacional de Fútbol de Honduras) w 1964 roku Platense był jednym z 10 jej członków założycieli, szybko stając się jednym z czołowych klubów swego kraju.
W roku 1965 Platense został pierwszym zawodowym mistrzem Hondurasu. Następujący piłkarze przyczynili się do tego historycznego sukcesu: Gilberto Zavala, Tomas Maximo, Ricardo "Cañon" Fúnez, Felix "Mantequilla" Guerra, Raúl Betancourt, Santos "Kubala" Díaz, Miguel "El Chino" Hernandez, "Pichingo" Crosdaile, Francisco Brocatto, Carlos "Care" Alvarado, "Chita" Arzú, León Victor "Escalera" Jallú i inni.
Po pierwszym tytule na kolejny przyszło czekać aż 36 lat. W sezonie 2000/2001 odbyły się dwa turnieje mistrzowskie - otwarcia (Apertura) i zamknięcia (Clausura). W turnieju Apertura Platense spisywał się znakomicie i dotarł do finału, gdzie o tytuł mistrza zmierzył się z najbardziej popularnym klubem Hondurasu - Olimpią Tegucigalpa. W pierwszym meczu na własnym boisku Platense przegrał 0:1, jednak w rewanżowym meczu w stolicy w normalnym czasie Platense wygrał w tym samym stosunku. W dogrywce obowiązywała zasada, że klub, który pierwszy zdobędzie gola wygra cały mecz. Więcej szczęścia miała Olimpia i Platense zadowolić się musiał tytułem wicemistrza Hondurasu. W turnieju Clausura Platense ponownie dotarł do finału i znów musiał zmierzyć się z Olimpią. Tym razem na własnym boisku po bramce argentyńczyka Marcelo Veróna Platense wygrał u siebie 1:0. W stolicy po 90 minutach prowadziła Olimpia także 1:0. Podobnie jak w turnieju Apertura grano dogrywkę do pierwszej strzelonej bramki - tym razem więcej szczęścia mieli piłkarze Platense i to oni po bramce Rony'ego Moralesa mogli świętować drugi w historii klubu tytuł mistrza Hondurasu.

### Znani piłkarze w historii klubu
- Edgar Álvarez
- Carlo Costly
- Osman Chávez